# 240 a.C.

## Eventos
- Caio Cláudio Centão e Marco Semprônio Tuditano, cônsules romanos.
- Instituição da Florália em Roma.
- 135a olimpíada:
  - Erato da Etólia, vencedor doestádio.[1]
  - Cleoxeno de Alexandria, vencedor no boxe, também venceu em todos os principais jogos sem sofrer nenhuma injúria.[1]